# Filetage externe
Le filetage externe est l’action de former un ou plusieurs filets hélicoïdaux ou, improprement : pas de vis à la surface externe d’un cylindre.
Le terme filetage est improprement employé pour désigner l’aspect des filets.
Si les filets sont à l'intérieur, comme un alésage ou simplement un trou, l'usinage est un taraudage.

## Filetage manuel
Les filets sont obtenus par action manuelle d’un outil appelé filière montée dans un porte-filière. La pièce est généralement maintenue dans un étau, alors que l’opérateur imprime un mouvement de rotation à la filière. Après quelques rotations, l’opérateur fera un quart ou un demi-tour en arrière pour casser le copeau avant de poursuive son opération. Bien que la vitesse d’exécution soit faible, il est préconisé de lubrifier la denture et la surface à usiner avec un peu de suif ou une goutte d’huile pour les métaux ferreux ou une goutte de pétrole pour l’aluminium.

## Filetage mécanique
Le filetage mécanique peut aller de la simple filière électrique qui équipe la panoplie du plombier ou du tuyauteur, pour aller jusqu’aux installations automatiques nécessaires à la production de masse.

### Filière électrique
Ensemble outil et porte-outil utilisés en robinetterie pour l’usinage d’un filet sur tuyau rigide qui recevra un raccord. Pour la robinetterie, le filet sera généralement au pas du gaz soit cylindrique, soit conique.

### Taille des filets par enlèvement de métal
- Machine à fileter à la fraise : 
  - Fraise à un seul profil : celle-ci est inclinée selon la tangente moyenne de l’hélice du filet et tourne à la vitesse de coupe avec un mouvement axial, alors que la pièce est en rotation lente. Principe utilisé pour les usinages longs (vis de commande de machine-outil, vis d’étau, ..).
  - Fraise à plusieurs profils : elle a la même largeur que la pièce à usiner et est inclinée par rapport à son axe. La vitesse de coupe est donnée à la fraise qui vient pénétrer dans la pièce qui a un lent mouvement de rotation. Ce procédé, plus rapide que le précédent, convient pour la fabrication en série de filetages courts.
- Machine à fileter à l’outil : c’est soit un tour parallèle conventionnel, soit un tour automatique à fileter. Les outils sont identiques
- Machine à fileter à peignes : l’outil est composé de 4 peignes montés sur un mandrin spécial qui a le rôle de filière en fermant les peignes sur la pièce à usiner. Lorsque la profondeur est atteinte les peignes s’ouvrent et la pièce se dégage en arrière. Selon le type de machine, c’est soit le porte-filières qui à le mouvement de rotation et la pièce le mouvement de translation, soit l’inverse.
- Machine ou l’outil est une meule : comme pour les fraises, la meule est à profil unique ou multiple et est utilisée pour l’usinage de filets de précision. Les meules sont affûtées au profil du pas de vis soit avec un peigne, soit avec une molette ou soit à l’outil diamant sur une machine spéciale.

## Filetage par déformation du métal
- Obtention par moletage : La pièce à usiner est engagée entre deux molettes, dont chacune est une vis dont le filet a le même profil que la dite pièce. La pièce est soutenue entre les molettes par une réglette (selon le même principe que les rectifieuses sans centre Centerless) et tourne sur elle-même sans mouvement de translation. Comme il faut un jeu de molettes par pas et par diamètre de vis à usiner, ce procédé est employé pour la production de visserie ordinaire en très grande série (quincaillerie, automobile). Cet usinage produit un gonflement du métal dont il faut tenir compte lors de l’ébauche de la pièce (généralement obtenue par forgeage à froid), l’avantage est que l’écrouissage provoqué donne une plus grande résistance à l’usure, à la traction et au cisaillement.
- Obtention par roulage : Les 2 molettes sont en fait des outils rectilignes et qui, en se déplaçant en sens contraire l’une par rapport à l’autre, font tourner la pièce entre elles en y imprimant les filets. Ces machines sont extrêmement productives pour de la visserie ordinaire.

## Contrôle

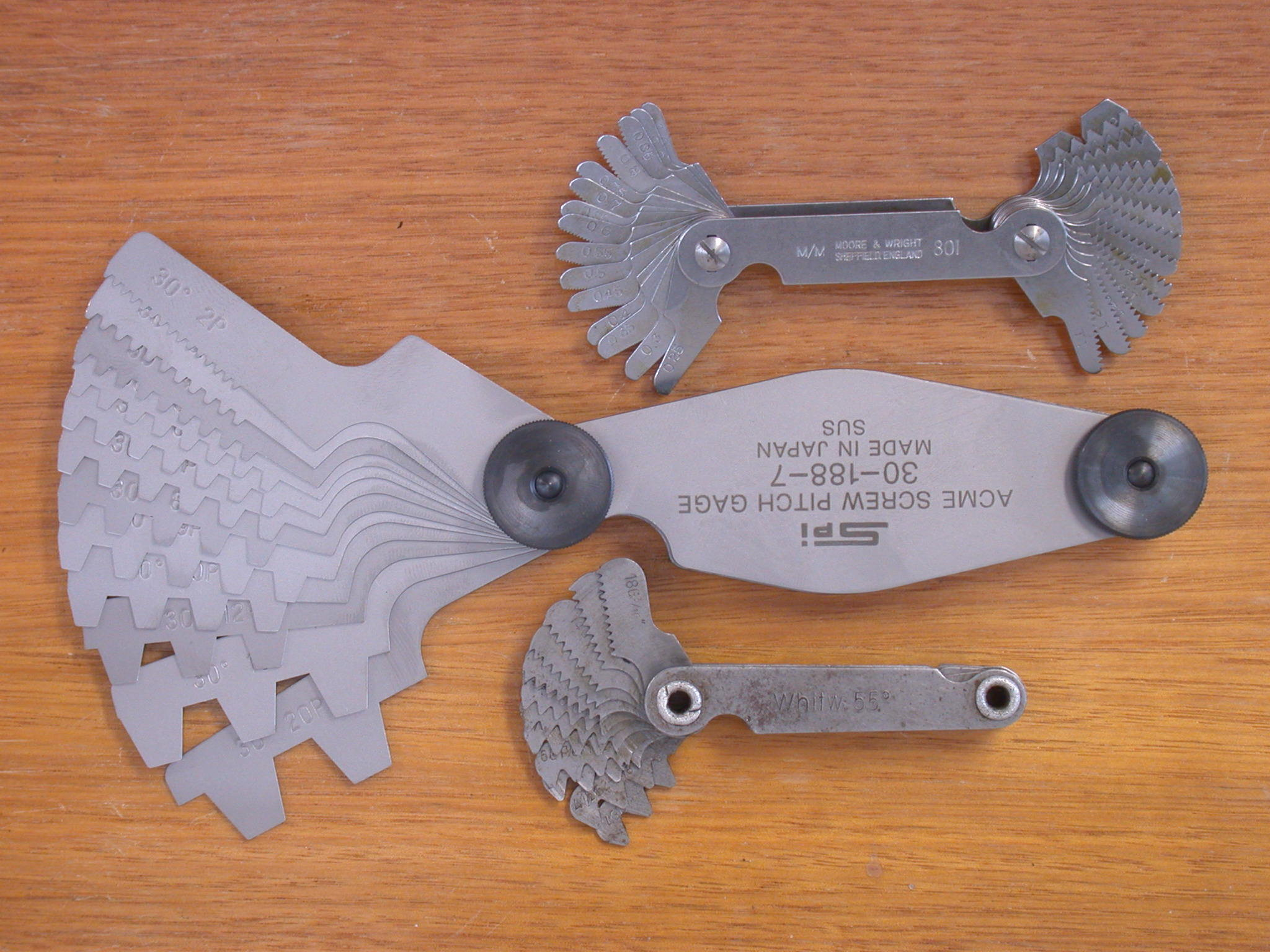
jauges à pas de vis

Des jauges existent et sont très utiles pour déterminer tous les pas de vis normalisés et servent de gabarit lors de l’affûtage des outils.